# Малекула
Малекула (англ. Malecula), или Малакула (англ. Malakula) — второй по площади остров в архипелаге Новые Гебриды (Республика Вануату). Численность населения острова — около 20 тысяч человек, причём бо́льшая часть населения проживает на берегах.

## География

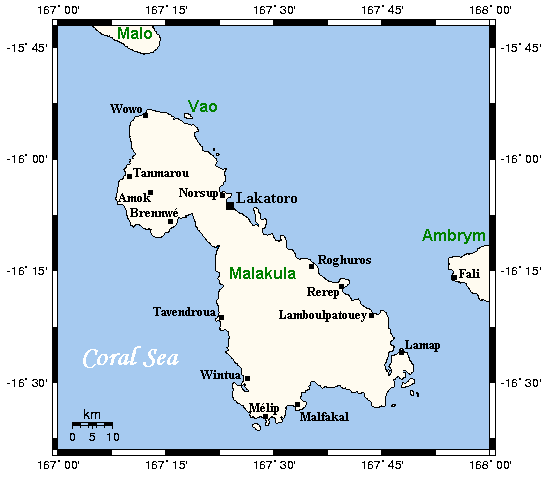
Карта острова.

Остров Малекула расположен в центральной части архипелага Новые Гебриды в Тихом океане — между островами Мало и Эспириту-Санто, лежащими к северо-западу, от которых он отделён проливом Бугенвиль, названным в честь французского исследователя Луи Антуана де Бугенвиля, островом Амбрим, лежащим к востоку, и островом Эпи, лежащим к юго-востоку. В непосредственной близости от острова, у восточного побережья Малакула, находятся небольшие коралловые острова Вао, Атчин, Вало, Рано, Норсуп, Урипив и Ури. У юго-восточного побережья находятся Маскелайнские острова, у южного — острова Лембру, Вито, Хамби, у юго-западного — остров Томмам. Ближайший материк, Австралия, расположен в 1200 км.
Остров имеет вулканическое происхождение. Площадь Малекула составляет 2041,3 км². Длина острова — около 88 км, ширина — 48 км (от городов Мелип до Ререп). Высшая точка острова — гора Лиамбеле (879 м).
Малекула беден природными минеральными ресурсами, хотя имеются подводные вулканические отложения верхнего олигоцена — среднего миоцена, месторождения золота. Почвы, в основном, вулканического происхождения, хотя на острове отсутствуют действующие вулканы. Часто случаются землетрясения. Юго-западная часть острова гористая и покрыта лесами.
На Малакула отсутствуют крупные реки. Имеются удобные бухты: бухта Бушмен (англ. Bushman's Bay) в восточной части, Порт-Сэндвич (англ. Port Sandwich Bay) в юго-восточной, Порт-Стэнли (англ. Port Stanly Bay) в северо-восточной, Саут-Уэст-Бей (англ. South West Bay) в юго-западной части острова.
Климат на Малекула влажный тропический. В году выделяются два сезона — период дождей и засухи. Наибольшее количество осадков выпадает между ноябрём и мартом. Засушливый период длится с апреля по октябрь. Среднегодовое количество осадков — около 2500 мм. Тропические циклоны случаются чаще всего в январе — феврале.

## История
Согласно местной легенде, на острове жил бог Амбат и его дети, кожа которых была белая, а волосы — длинными и прямыми, однако из-за того, что дети съели розовое яблоко, что было запрещено, их кожа стала чёрной.
В 1768 году мимо острова проплыл французский путешественник Луи Антуан де Бугенвиль, в честь которого назван пролив, отделяющий остров Малекула от Эспириту-Санто. В 1774 году на острове высадился английский путешественник Джеймс Кук, которого местные жители посчитали за бога Амбат. Впоследствии на Малекула процветала работорговля: местных жителей вывозили на плантации Австралии и Фиджи. В начале XIX века на острове были обнаружены леса сандалового дерева, торговля древесиной которого процветала на Малекула вплоть до 1860-х годов.
В марте 1906 года Малекула, как и другие острова Новых Гебрид, стали совместным владением Франции и Британии, то есть архипелаг получил статус англо-французского кондоминиума.
В первое двадцатилетие XX века на острове вели работу британские антропологи — в частности, Джон Лэйярд и Бернард Дикон. Посмертно изданная книга Дикона «Малекула: исчезающий народ Новых Гебрид» (англ. Malekula: a vanishing people in the New Hebrides; 1934) стала ценным источником знаний об острове и обычаях его жителей.
В 1939 году в северной части острова был создан первый кооператив по производству копры.
30 июня 1980 года Новые Гебриды получили независимость от Великобритании и Франции, и остров Малекула стал территорией Республики Вануату.

## Население

### Общая характеристика
Численность населения острова Малекула составляет 22 902 человек (2009). Крупнейшее поселение и административный центр провинции Малампа — Лакаторо, расположенное на восточном побережье острова. Другие крупные поселения — Норсуп и Ламап. Имеется воздушное и морское сообщение с другими островами Вануату.

### Племена
На протяжении XX века остров Малекула был объектом исследования со стороны антропологов и лингвистов всего мира: на острове более 30 местных языков и множество племён. Сохранилась и уникальная местная культура. Наиболее известными аборигенами острова являются племена большой намбас и малый намбас. Племя большой намбас меньше всего пострадало от европейских колонизаторов благодаря своей воинственности и практике каннибализма. Племя малый намбас проживает в центральной части на юге Малекулы и известно благодаря уникальным головным уборам и ритуальным маскам. В их селениях мужчины и женщины проживают отдельно. В центре деревни находится танцевальная площадка и платформа для жертвоприношений.

### Языки
Основными языками общения на острове являются бислама, французский и английский, хотя также используются местные языки:
- аулуа (300 носителей в 1983 году; распространён в восточной части острова),
- аксамб (525 носителей в 1983 году; распространён в южной части),
- бурмбар (525 носителей в 1983 году; распространён в юго-восточной части острова),
- вао (1350 носителей в 1983 году; распространён в северной части острова),
- винмавис (210 носителей в 1983 году; распространён в центральной части),
- диксон-риф (50 носителей в 1982 году; распространён в юго-западной части),
- катбол (450 носителей в 1983 году; распространён в центральной части),
- лабо (350 носителей в 1983 году; распространён в юго-западной части острова),
- лареват (150 носителей в 1983 году; распространён в центральной части),
- летембои (305 носителей в 1983 году; распространён в южной части),
- лингарак (210 носителей в 1983 году),
- литзлитз (330 носителей в 1983 году),
- малфаксал (600 носителей в 1983 году; распространён в южной части),
- малуа (300 носителей в 1983 году; распространён в северо-западной части острова),
- марагус (10 носителей в 1971 году; распространён в центральной части),
- маскелайн (1200 носителей в 1990 году; распространён в южной части Малекула, на Маскелайнских островах),
- мпотоворо (180 носителей в 1983 году; распространён в северной части острова),
- маэ (750 носителей в 1983 году; распространён в северной части),
- намбас (1800 носителей в 1983 году; распространён северо-западной части),
- насариан (20 носителей в 1983 году; распространён в юго-западной части острова),
- порт-сэндвич (750 носителей в 1971 году; распространён в юго-восточной части),
- репанбитип (90 носителей в 1983 году; распространён в восточной части),
- ререп (375 носителей в 1983 году; распространён в восточной части острова),
- саут-уэст-бей (250 носителей в 1981 году; распространён в юго-западной части),
- унуа (525 носителей в 1983 году; распространён в восточной части),
- урипив-вала-рано-атчин (6000 носителей в 1988 году; распространён в северо-восточной части острова)[10].

## Экономика
Основа экономики Малакула — сельское хозяйство: на восточном побережье острова расположены плантации кокосовой пальмы (из эндосперма кокосов производят копру) и какао. Развит туризм.